# Пина (Бреша)
Пина је насеље у Италији у округу Бреша, региону Ломбардија.
Према процени из 2011. у насељу је живело 42 становника. Насеље се налази на надморској висини од 427 м.